# Monti di Verchojansk

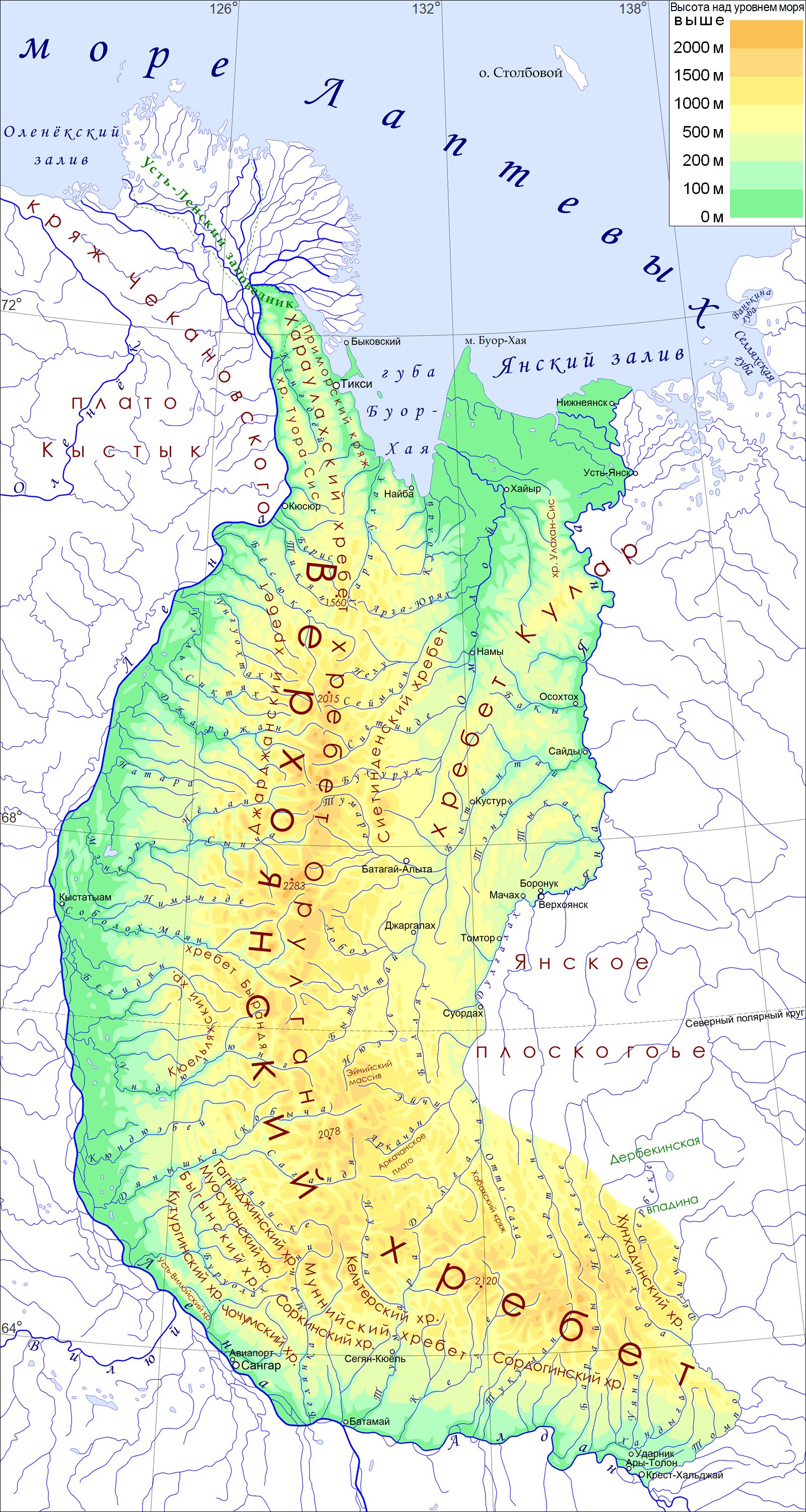

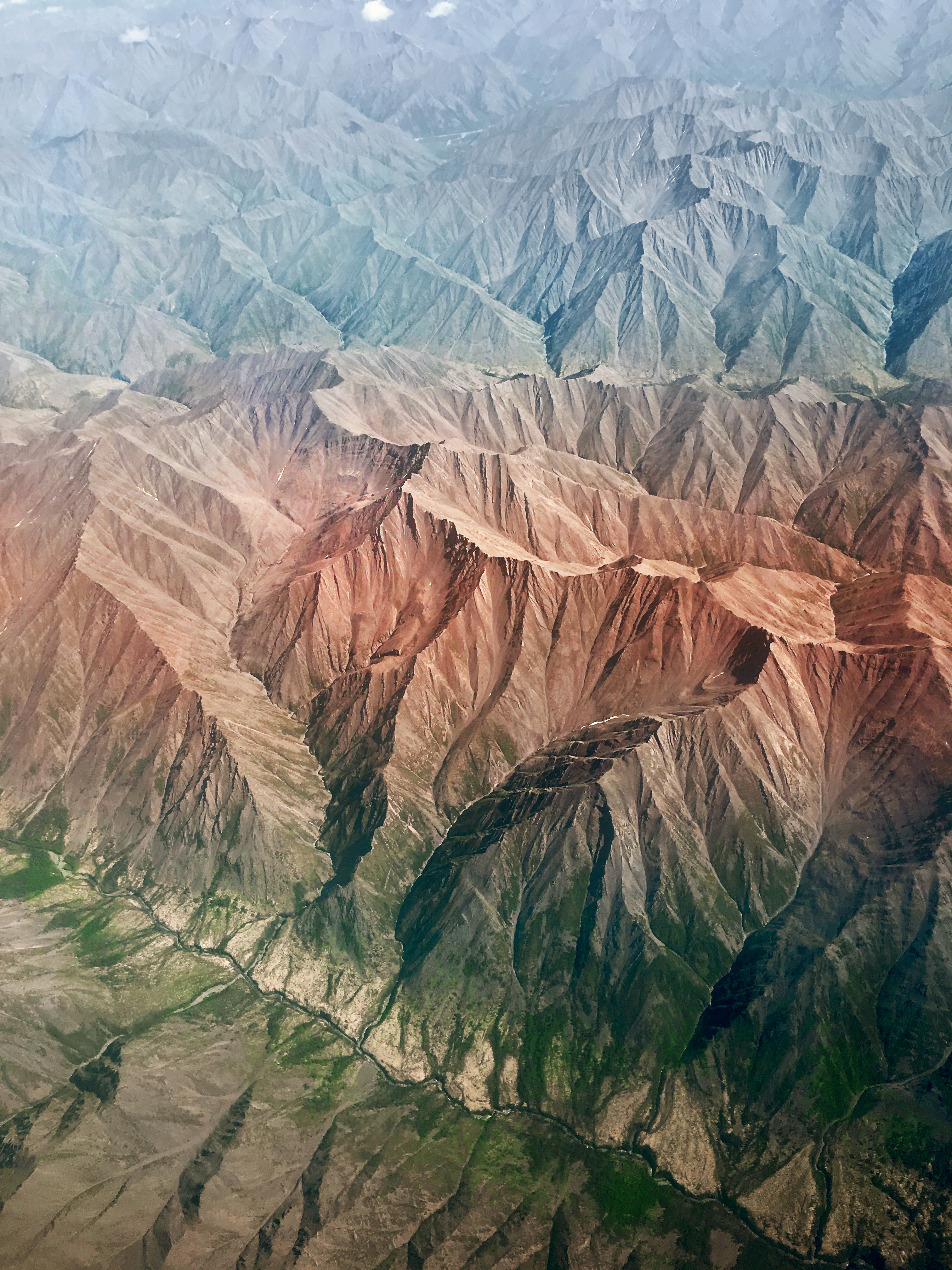
I monti di Verchojansk

I monti di Verchojansk (in russo Верхоянский хребет?, Verchojanskij chrebet; oppure Верхоянская горная система, Verchojanskaja gornaja sistema; in lingua sacha: Үөһээ Дьааҥы сис хайата, o Верхоянскай сис) sono una catena montuosa nell'estremo nordest siberiano. Si trovano nella Sacha (Jacuzia), in Russia. 

## Geografia
I monti si allungano per circa 1 200 km in un grande arco tra i fiumi Lena e Tompo (affluente dell'Aldan) a occidente, e la Jana ad est. L'altezza maggiore (2 283 m) è quella di una vetta senza nome nella cresta dei monti Orulgan. La catena, che ha una larghezza che va dai 100 ai 250 km., segna il confine tra la placca eurasiatica e quella nordamericana. A sud-est si divide in due ulteriori speroni divergenti: quello dei monti Sette-Daban (a sud) e dei Suntar-Chajata (a est).
I monti di Verchojansk si suddividono in molte altre catene (qui elencate da ovest a est). 

Sezione settentrionale:
- Monti Charaulachskij (Хараулахский), altezza massima 1429 m
- Monti Tuora Sis (Туора-Сис), 990 m
- Monti Kular (Кулар), 1289 m
- Monti Sietindėnskij (Сиетиндэнский), 1929 m
- Monti Orulgan (Орулган), 2409 m
- Monti Džardžanskij (Джарджанский), 1925 m
- Monti Byrandja (Бырандя), 1915 m
- Monti Kjuel'jachskij (Кюельляхский), 1483 m

Sezione meridionale:
- Monti Tagyndžinskij (Тагынжинский), 2084 m
- Monti Muosučanskij (Муосучанский), 1243 m
- Monti Bygynskij (Быгынский), 1152 m
- Monti Kuturginskij (Кутургинский), 1056 m
- Monti Ust'-Viljujskij (Усть-Вилюйский), 998 m
- Monti Čočumskij (Чочумский), 1363 m
- Monti Sorkinskij (Соркинский), 1250 m
- Monti Munnijskij (Муннийский), 1784 m
- Monti Kel'terskij (Кельтерский), 2002 m
- Monti Sordoginskij (Сордогинский), 1352 m
- Monti Chunchadinskij (Хунхадинский), 1802 m

Estremo sud (prolungamento della catena):
- Monti Skalistyj (Скалистый), 2017 m
- Monti Sette-Daban (Сетте-Дабан), 2102 m
- Monti Ulachan-Bom (Улахан-Бом), 1830 m
- Monti Kyllachskij (Кыллахский), 901 m

## Idrografia
Il sistema montuoso di Verchojansk separa i bacini del fiume Lena, a ovest e a sud-ovest, da quelli di Omoloj e Jana, a est e nord-est. Molti affluenti di destra del Lena scorrono verso ovest (Tikjan, Bësjuke, Uėl'-Siktjach, Džardžan, Menkere,  Soboloch-Majan, Begidžjan, Undjuljung, Kjundjudej, Ljapiske, Djanyška, Beljanka), a sud scorrono gli affluenti dell'Aldan (Tumara, Kele, Tukulan, Barajy), a nord-est quelli che confluiscono nell'Omoloj (Kuranach-Jurjach, Arga-Jurjach, Ulachan-Kjuėgjuljur) e nella Jana (Dulgalach, Sartang Bytantaj, Baky) o appartengono al suo bacino (Nel'gese, Derbeke).
I fiumi nelle zone montuose sono generalmente ghiacciati tra settembre e maggio.

### Clima
Il clima è caratterizzato da inverni molto lunghi (fino a 9 mesi). La temperatura media di gennaio è di circa  -37 °C. Il permafrost è diffuso ovunque, con la presenza di ghiaccio perenne (naled') nelle valli fluviali.
Dato il clima rigidissimo (si toccano le temperature più basse dell'emisfero nord della Terra), le montagne sono praticamente spopolate; i pochissimi centri abitati sono centri minerari, per consentire lo sfruttamento dei depositi di piombo, zinco, argento e carbone.

### Flora
Sui pendii della taiga di montagna e sui suoli di permafrost-taiga, ci sono foreste di larice dauriano, alternate a seconda delle altezze a boschetti di ontano verde (Alnus viridis fruticosa), pino nano siberiano, betulla nana e salice polare; nella tundra (oltre 50% del territorio) su terreni argillosi pietrosi prevalgono licheni e piante arbustive. Sulle cime delle catene montuose è presente un freddo deserto artico. Nella parte meridionale sono molto diffusi sui pendii i prati della steppa.